# 米利厄斯号驱逐舰
米利厄斯号驱逐舰（USS Milius (DDG-69)）是美国海军阿利·伯克级驱逐舰的第十九艘，以海军指挥官保罗·L·米利厄斯命名。
米利厄斯号驱逐舰于1994年8月8日在密西西比州帕斯卡古拉的英戈尔斯造船厂安放龙骨，1995年8月1日下水，1996年11月23日服役，母港为加利福尼亚州圣迭戈海军基地。